# Rotraud von Wachter
Rotraud von Wachter fue una deportista alemana que compitió en esgrima, especialista en la modalidad de florete. Ganó dos medallas en el Campeonato Mundial de Esgrima, bronce en 1932 y plata en 1937.

## Palmarés internacional
| Campeonato Mundial | Campeonato Mundial     | Campeonato Mundial | Campeonato Mundial  |
| Año                | Lugar                  | Medalla            | Prueba              |
| ------------------ | ---------------------- | ------------------ | ------------------- |
| 1932               | Copenhague (Dinamarca) | Medalla de bronce  | Florete por equipos |
| 1937               | París (Francia)        | Medalla de plata   | Florete por equipos |